# San Nicolas Island
San Nicolas Island is het meest afgelegen eiland van de Californische Channel Islands.
Het maakt deel uit van Ventura County. Het 58,93 km² grote eiland wordt beheerd door de Amerikaanse Marine en wordt gebruikt om wapens te testen en voor training. Het onbewoonde eiland staat te boek als Block Group 9, Census Tract 36.04 van Ventura County, Californië. Hoewel het eiland officieel onbewoond is, wordt geschat dat minstens 200 personen, militair en burgerlijk personeel, permanent op het eiland verblijven. Het eiland heeft een kleine luchthaven en antennes voor de ontvangst van telemetrie.
Anacapa · San Clemente · San Miguel · San Nicolas · Santa Barbara · Santa Catalina · Santa Cruz · Santa Rosa